# Humanbiologi
Humanbiologi är läran om hur människokroppen är uppbyggd och fungerar. Kurser i humanbiologi finns vid ett stort antal universitet, som till exempel Universitet i Toronto , Köpenhamns universitet  och Uppsala universitet .
Humanbiologi brukar delas in i två huvudriktningar eller fackområden, anatomi och fysiologi.